# Lee Baxandall
Lee Baxandall (* 26. Januar 1935 in Oshkosh, Wisconsin; † 28. November 2008 ebenda) war ein US-amerikanischer Schriftsteller, Übersetzer und Aktivist der amerikanischen Nudismusbewegung.

## Leben
Baxandell war in seiner Kindheit und Jugend in der Pfadfinderbewegung aktiv. Nach dem Besuch der High School seiner Heimatstadt studierte er von 1953 bis 1958 an der University of Wisconsin–Madison. In den 1960er Jahren lebte er in New York, wo er sich in der linken Szene als Dramatiker, Essayist und Kritiker etablierte und in Zeitschriften wie The Drama Review, Partisan Review, The Village Voice, Journal of Aesthetics and Art Criticism und Science and Society publizierte. 
Nach dem Tod seines Vaters 1970 kehrte er in seine Heimatstadt zurück und übernahm die Baxandall Company, einen Verlag für Erziehungsliteratur. In dieser Zeit entstand auch sein Interesse für die Nudismusbewegung, und er gründete die The Naturist Society (TNS) und deren Zeitschrift Clothed with the Sun (später Nude and Natural bzw. N Magazine). Auf seine Anregung entstanden auch 1983 die Gay Naturists International. 1990 gründete Baxandell das Naturist Action Committee, 1993 die The Naturist Education Foundation. In den 1980er und 1990er Jahren gab er den Lee Baxandall’s World Guide to Nude Beaches and Resorts heraus.
Neben Theaterstücken, Gedichten und Essays verfasste Baxandell literaturtheoretische und -kritische Schriften, darunter Radical Perspectives in the Arts, Marxism and Aesthetics und (mit Stefan Morawski) Marx & Engels on Literature and Art und wurde als Übersetzer von Dramen Bertolt Brechts bekannt. Als passionierter Kunstsammler machte er sich besonders um das Werk des lange ignorierten Malers Robert Koehler verdient.